# Gefleckter Walzenskink
Der Gefleckte Walzenskink (Chalcides ocellatus) ist eine Reptilienart aus der Familie der Skinke.

## Merkmale
Wie die meisten Skinke ist er eine kräftig gebaute, glattschuppige Echse mit gestrecktem Körper und spitz zulaufendem Kopf; Rumpf und Kopf sind nicht voneinander abgesetzt. Gefleckte Walzenskinke werden bis zu 30 cm lang, die meisten griechischen Exemplare bleiben deutlich kleiner. Die Oberseite ist von hellgelb über gelb bis zu braun gefärbt, teils mit grünlichem Anflug. Mehr oder weniger regelmäßig angeordnete, schwarz-weiße Flecken nehmen die Fläche je einer Schuppe ein, und sind manchmal als Querbänder angeordnet.

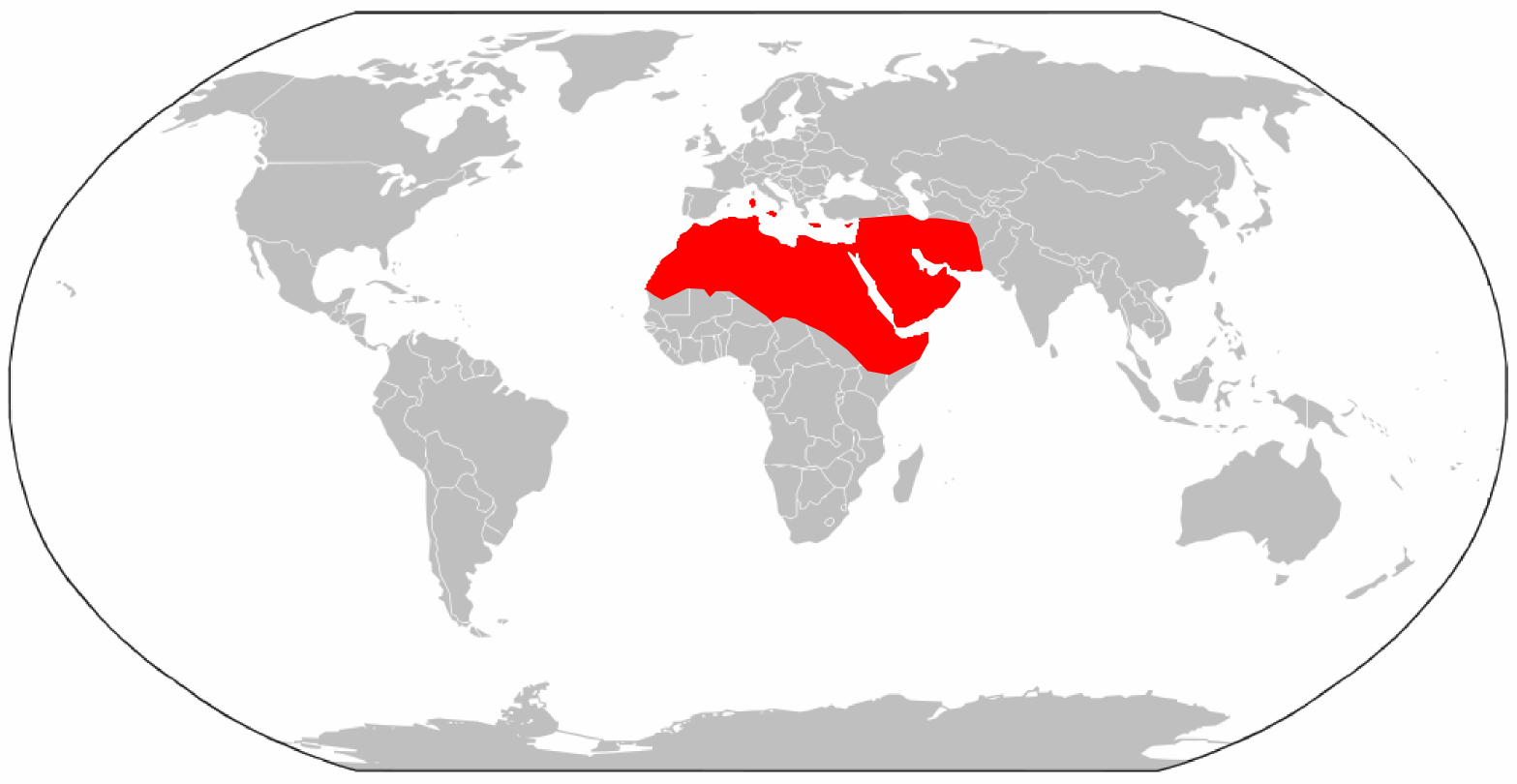
Verbreitungsgebiet des Gefleckten Walzenskinks

## Verbreitung
Die Art lebt in Südeuropa im südlichen Italien und in Griechenland von Peloponnes bis zur Insel Euböa, sowie auf den Inseln Sardinien, Sizilien, Kreta, Inseln von Rhodos bis Chios, Malta und weiteren Inseln des Mittelmeers. Weiter südlich erstreckt sich das Verbreitungsgebiet von Nordafrika und Vorderasien über die Türkei bis nach Pakistan. Gefleckte Walzenskinke bewohnen oft küstennahe Gebiete wie Dünenlandschaft, sowie Bergland, lichtes Buschland  und Korkeichenwälder. Ebenso ist der Gefleckte Walzenskink ein Kulturfolger, der auch Weinberge, Olivenhaine, Legsteinmauern und Ruinen bewohnt. Einige Exemplare nutzen Ansammlungen von Müll als Lebensraum.

## Lebensweise
Die tagaktiven Echsen sind Menschen gegenüber sehr scheu, und recht schnell. Ebenfalls wurden schlängelnde Bewegungen zur Fortbewegung im lockeren Sand beschrieben, ähnlich dem Apothekerskink (Scincus scincus). Gefleckte Walzenskinke ernähren sich vor allem von verschiedenen Gliederfüßern, seltener auch kleineren Echsenarten und süßen Früchten. Gelegentlich kommt Kannibalismus vor.
In kühleren Gebieten halten Gefleckte Walzenskinke etwa drei Monate Winterruhe, hierauf folgt die Fortpflanzungszeit. Gefleckte Walzenskinke sind ovovivipar und die Weibchen bringen nach drei Monaten Tragzeit 2 bis 20, meist 4–8 lebende Jungtiere zur Welt.